# 森優子 (声優)
森 優子（もり ゆうこ、1987年7月28日 - ）は、日本の女性声優。東京都出身。81プロデュース所属。

## 来歴
東京都八王子市出身。八王子市立浅川小学校、共立女子第二中学校・高等学校、共立女子大学文芸学部文芸学科劇芸術コース専攻卒業。
昔から自然が好きな活発な少女で、物心つく頃には、女優、歌手になる夢を抱いていたという。「声が大きく良く通る」と褒めてもらう機会が多かったため、自然に「声優になりたい」と思うようになったという。
2007年、第1回81オーディション合格。
2009年、第3回シグマ・セブンオーディションに合格し、シグマ・セブンe所属。
2020年4月よりフリーで活動開始していたが、7月1日より81プロデュース所属。

## 人物
趣味は和太鼓、バドミントン、中型バイク、ライフセービング。
両親の影響で中学生から地元の和太鼓チームに所属し、高校生で地元のお祭りの盆太鼓も叩いていた。社会人になってから教室に通い始めた。
中学校3年間はバドミントン部に所属。社会人になってから再び競技を始めるため、チームに加入。
2010年12月、普通自動二輪車免許取得。いつか峰不二子が乗っている大型バイクに乗るのが夢である。
2歳から水泳を始め、小学校の頃に選手コースの手前までいった。社会人になってから赤十字水上安全法救助員の資格を取得。
姉がいる。

## 出演
太字はメインキャラクター。

### テレビアニメ
2010年
- ひめチェン!おとぎちっくアイドル リルぷりっ（明智省吾）

2011年
- 君と僕。（2011年 - 2012年、浅羽悠太〈幼少時〉、友人2、女子生徒3、女子1、のりこ 他） - 2シリーズ
- 世界一初恋

2012年
- あらしのよるに 〜ひみつのともだち〜（リス1）
- アルカナ・ファミリア -La storia della Arcana Famiglia-（ルカ〈幼少期〉）
- 妖狐×僕SS（子供）
- CØDE:BREAKER（クラスメイト）
- 咲-Saki- 阿知賀編 episode of side-A（依藤澄子、女子高生、部員）
- ソードアート・オンライン（ケイン）
- はぐれ勇者の鬼畜美学（女子生徒、コクーン）
- FAIRY TAIL（魔法開発局局員）

2013年
- デュエル・マスターズ ビクトリーV3（井札川リュウマ）
- 私がモテないのはどう考えてもお前らが悪い!（妄想友達）
- 絶対防衛レヴィアタン（世界柱の少年）

2015年
- ドラえもん（テレビ朝日版第2期）（男の子、母親、整体師）

2016年
- 名探偵コナン（男子A）

2018年
- 三ツ星カラーズ（女性）

2019年
- 約束のネバーランド（2019年 - 2021年、ラニオン、ナイラ） - 2シリーズ
- ポチっと発明 ピカちんキット（マガール）

2020年
- 歌舞伎町シャーロック（看護師）
- マギアレコード 魔法少女まどか☆マギカ外伝（クラスメイト）
- まえせつ!（椎名しほ）

2021年
- WAVE!!〜サーフィンやっぺ!!〜（女子生徒）
- アイドリッシュセブン Third BEAT!（女性B）

2022年
- プラチナエンド（オペレーター）
- リーマンズクラブ（リポーター、佐伯橙也〈幼少〉）
- カッコウの許嫁（看護師、使用人、TVレポーター、店員、管理人）
- ヒロインたるもの!〜嫌われヒロインと内緒のお仕事〜（女子生徒）

2023年
- 弱虫ペダル LIMIT BREAK（観客）

2024年
- 薬屋のひとりごと（官女）
- BEYBLADE X（ブレーダー）
- HIGH CARD（刑事）
- ゆるキャン△ SEASON3（母）
- きのこいぬ（親子連れの客）

### 劇場アニメ
- しらんぷり（2012年、ヤラガセ子分）
- 神在月のこども（2021年、放送委員[13]）

### OVA
- 処女はお姉さまに恋してる（2012年、蒔田聖）
- 機動戦士ガンダム THE ORIGIN III 暁の蜂起（2016年、学生）

### Webアニメ
- コロプラニュース おでかけスタジオ（パンダ）
- ベイブレードバースト ガチ（2019年、子供たち）
- 賭ケグルイ双（2022年、生徒たち）

### ゲーム
2013年
- 黒白 〜忘れじの水底から〜（天草）

2015年
- 封印勇者（クラン）
- モン娘☆は〜れむ（ガルデニア）

2016年
- 幻獣姫（フォルネウス）
- 戦国姫譚MURAMASA-雅-（まつ、田代三喜、上泉信綱）
- 刻のイシュタリア（アメジスト、アフロディーテ）

2017年
- ミラクルちゅーんず！ゲームでチューンアップ！だプン！（くらのすけ）

2018年
- 三国BASSA!!（太史慈）
- デジモンリアライズ（ゴマモン）

2019年
- グラフィティスマッシュ（ルルセル）
- クイズRPG 魔法使いと黒猫のウィズ（クレア・ブラム）

2021年
- 幻獣契約クリプトラクト（マニ）

2023年
- イースX -NORDICS-（イヴァルデ）

2025年
- モンスターストライク（ラミチ、マリザーリ）
- 無期迷途（ヒパティア）

### ドラマCD
- THE IDOLM@STER MILLION THE@TER WAVE 18 ストロベリーポップムーン（2021年、アイドル）
- アイツの大本命3
- あなたは怠惰で優雅
- 妹が多すぎて眠れないCD（ふさぎ）
- 俺の妹が×××すぎて眠れないCD（黒田）
- 片翼のラビリンス（華本桃子）
- キッズログ（ミホ）

### オーディオブック
- ほま高登山部ダイアリー（2021年、水守ガブリエッラ[19]）

### 吹き替え

#### 映画
- アーカイヴ
- 浮き草たち（リリー）

#### ドラマ
- iCarly（生徒）
- イタズラなKiss〜Miss In Kiss（シャオセン）
- キャリアを引く女（オ・アンナ）
- ハーレーはド真ん中（ダフネ）

#### アニメ
- パディントンのぼうけん（ジュディ・ブラウン）
- アイドルプリンセス★ロリロック
- 野生の島のロズ[20]

### 特撮
- ゆるい（2016年、マメキャラの声）
- アイドル×戦士ミラクルちゅーんず!（2017年、くらのすけの声）

### ナレーション
- NHK
  - 新感覚ゲーム クエスタ
  - マイケル・サンデル 究極の選択
  - Rの法則
  - WHK~私たちが本気で殻を破るTV
- NTV
  - 嵐にしやがれ
  - 行列のできる法律相談所
  - 24時間テレビ「愛は地球を救う」
  - 7daysチャレンジTV 世界を変えるTV
  - ダウンタウンタイムズ
- TBS
  - 世界のド肝を抜いた！衝撃"神"映像
  - 日立 世界・ふしぎ発見!
- EX
  - スーパーJチャンネル
- TX
  - 遊☆戯☆王ZEXAL スペシャル
  - 日経スペシャル カンブリア宮殿
  - 美の巨人たち
  - 誰それフォロワーズ
- CX
  - ホメられてノビるくん
- BS-TBS
  - かわいいアニマル大集合!どうぶつのじかん
  - 動物の赤ちゃん大集合！密着1000時間SP
- AT-X
  - アニメ女子部 おうちカフェ
- かながわCATV
  - 熱麺・シネマる!
- HAB北陸朝日
  - 千原せいじのKids' World
- CSテレ朝チャンネル1
  - AKB48チーム8のあんた、ロケロケ!
- CS MONDO TV
  - みうらじゅん&山田五郎の親爺同志
- CS キッズステーション
  - あつまれ!アースキッズ
- CS アニマルプラネット
  - パンダニュース
- NOTTV
  - HKT48の「ほかみな」〜そのほかのみなさん〜
  - あん誰Presents AKB48 チーム8のあんた、ロケ!
- TBSラジオ
  - 友近のこんなの初めて
  - バナナマンのバナナムーンGOLD
  - JUNKサタデーエレ片のコント太郎
- web動画
  - レオパレス21「レオパリスくんが行く！」[21]

### 朗読劇
- 朗読と能で描く陰陽師と鬼の世界「幽玄朗読舞・KANAWA」（2021年9月2日、鬼女 役）[22]

### シリーズ一覧
1. ↑  第1期（2011年）、第2期『2』（2012年）
2. ↑  第1期（2019年）、第2期（2021年）